# Janczysława
Janczysława – imię żeńskie notowane w źródłach staropolskich, stanowiące albo pomyłkę w zapisie imienia Pęcisława, albo też wymysł autora opowieści hagiograficznej o Św. Jacku.